# Vzducholoď Gulliver
Vzducholoď Gulliver je 42 metrů dlouhá ocelovo-dřevěná konstrukce, která se od roku 2016 stala součástí Centra současného umění DOX v Praze. Autory koncepce jsou Leoš Válka, arch. Martin Rajniš, arch. David Kubík, konstruktérem je Zbyněk Šrůtek. Stavba má sloužit k pořádání literárních programů.

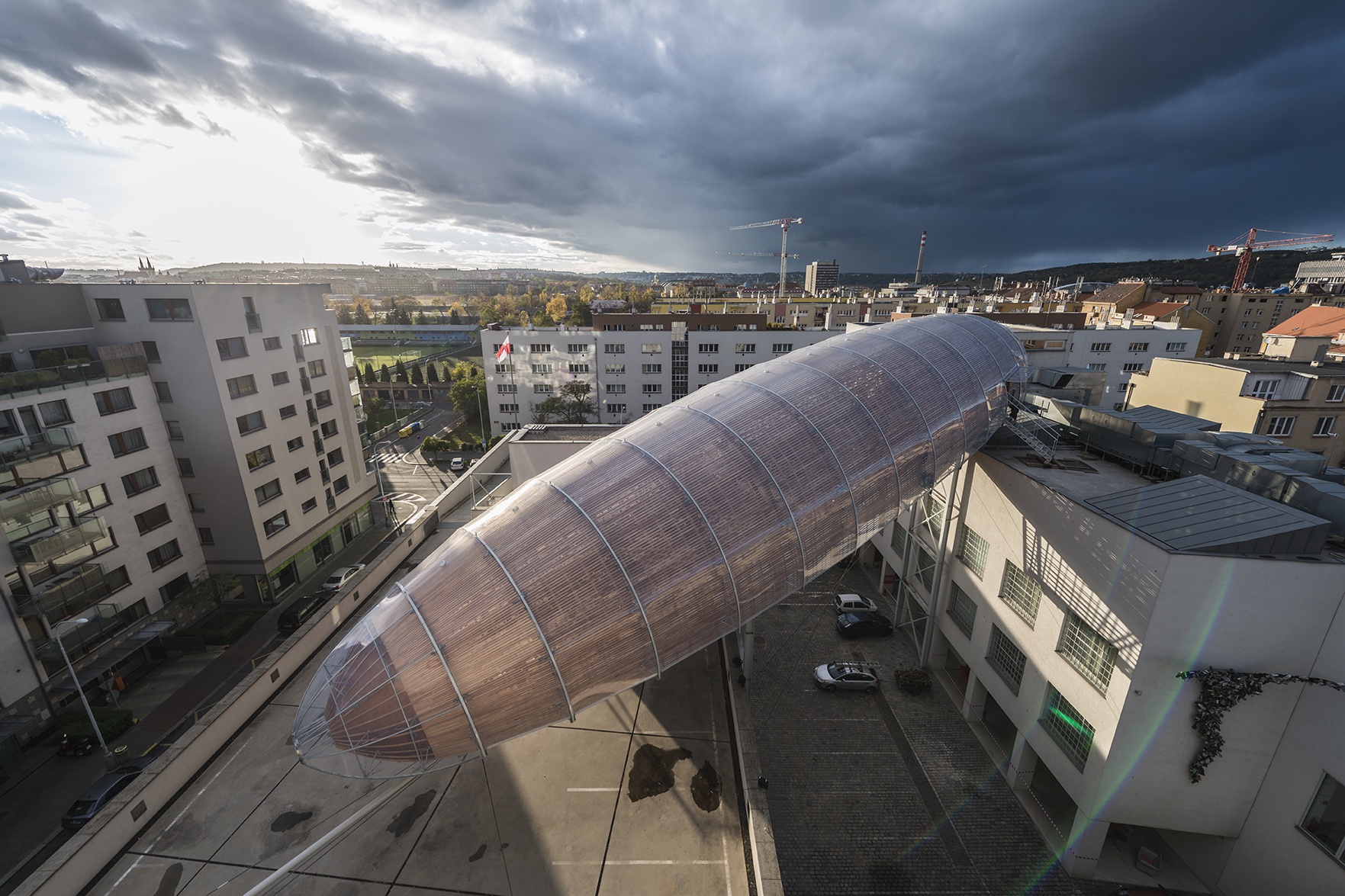
Pohled na vzducholoď Gulliver z ptačí perspektivy, DOX Praha, 2016, foto Jan Slavík

## Historie projektu
Autorem nápadu doplnit moderní železobetonovou konstrukci budovy DOXu nějakým čistě organickým tvarem byl Leoš Válka. Mělo jít o "Archu svobody", radikální intervenci do tohoto industriálního prostoru, která by s ním tvořila potřebný kontrast a zároveň nepotlačila jeho kvalitu. V roce 2013 oslovil mezinárodně uznávaného architekta a odborníka na dřevěné konstrukce Martina Rajniše, aby navrhl stavbu, která by splnila tento záměr. Podle několika zárodečných variant se mělo jednat o strukturu podobnou koruně stromu nad nádvořím DOXu nebo protáhlou stavbu připomínající hřbet ryby, která by "obtékala" budovu od střechy směrem k nádvoří. Oba pak během dvou let společné práce vytvořili výsledný projekt, inspirovaný tvary obřích vzducholodí. Ty představovaly ideál technického pokroku na počátku 20. století a od té doby stále fascinují svým dokonalým tvarem, monumentalitou i hypnotizující důstojností.
Konečná verze projektu je důkazem, že i v moderní architektuře je možné zhmotnit zdánlivě nereálné nápady. Gulliver odkazuje k romantice prvních utopických snů o létání z knih Julese Vernea (Robur Dobyvatel) nebo vyprávění pasažérů prvních vzducholodí z doby, kdy překonání zemské tíže bylo ještě zázrakem a básník Hermann Hesse je vnímal s úžasem jako nádherné překročení hranic, jež člověku určila příroda. Vzducholoď Gulliver bude sloužit pro setkávání s literaturou a její název odkazuje k satirické knize Jonathana Swifta Gulliverovy cesty, která vypráví mimo jiné o potrhlých hvězdářích na létajícím ostrově.

## Konstrukce stavby

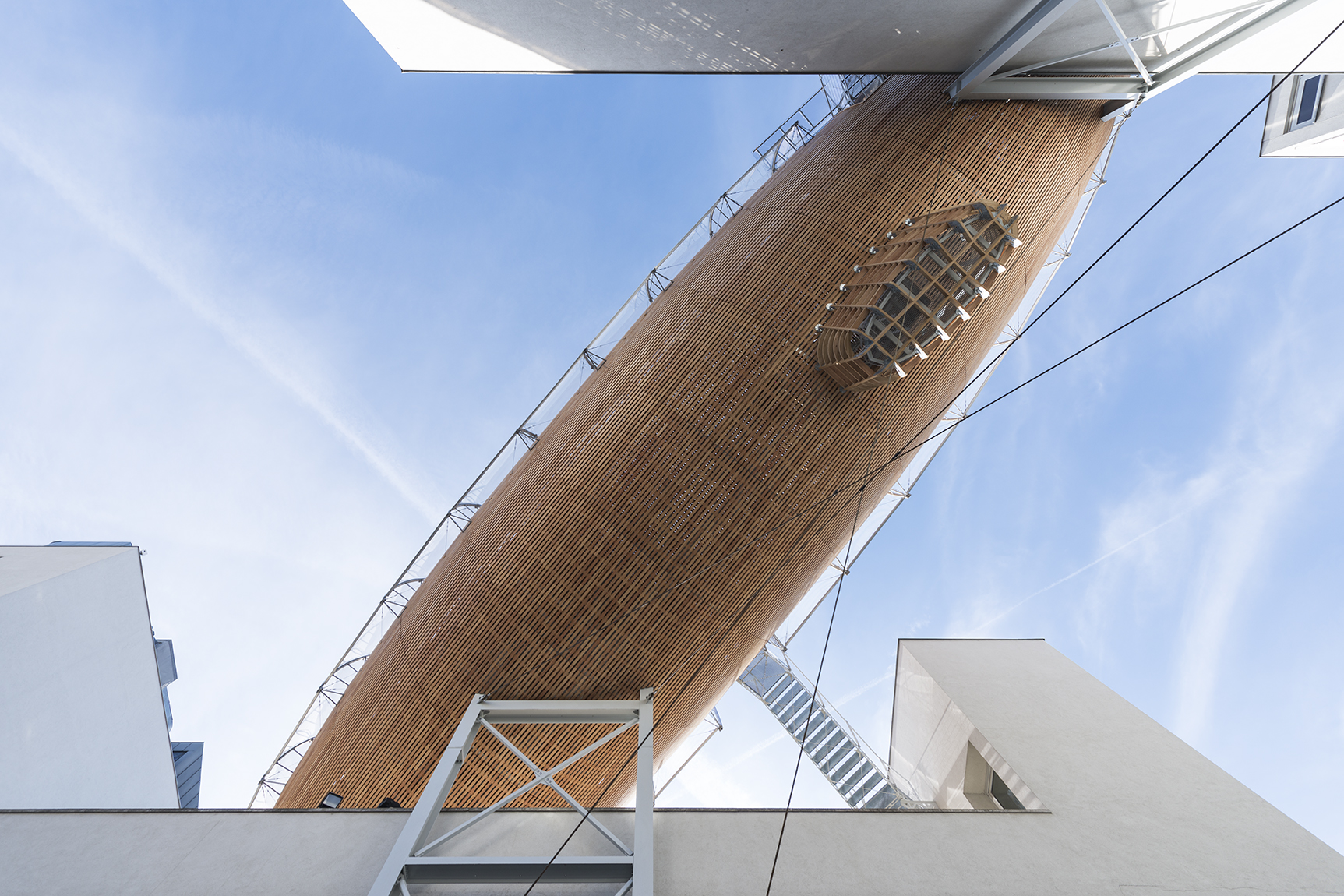
Vzducholoď Gulliver, foto Jan Slavík

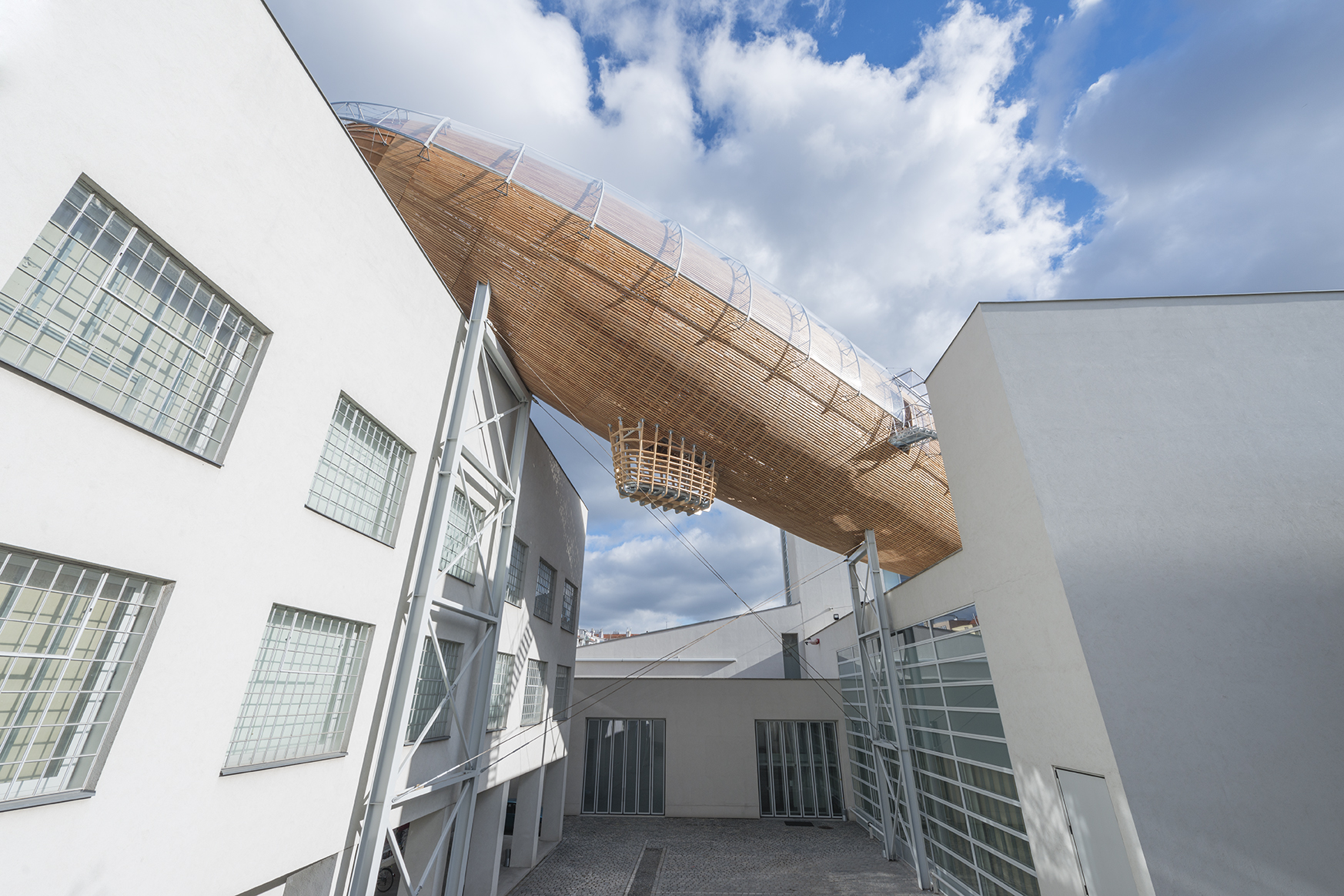
Vzducholoď Gulliver z nádvoří DOX, foto Jan Slavík

Koncepční návrh Leoše Války zpracovali v letech 2014-2015 společně s ním Martin Rajniš a David Kubík (Huť architektury). Hlavním konstruktérem projektu je Zbyněk Šrůtek, který spolu s odborníkem na ocelové konstrukce Pavlem Kocourkem navrhl celou dřevěnou část stavby a zastřešení. Eva Fajkusová měla na starost požárně-bezpečnostní zajištění. Koordinaci stavby zajišťovala projekční kancelář Dvořák a partneři. Realizaci v roce 2016 provedla firma Stylbau s.r.o., s hlavními dodavateli Timber Design s.r.o. (dřevěné opláštění) a Elektro Mosev s.r.o. (ocelové konstrukce). Průběh stavby zachycuje časosběrný dokument.
Vzducholoď je dlouhá 42,2 m a její největší průměr má 9,35 m. Celková vnitřní užitná plocha, která by měla pojmout nejméně 80 diváků, činí 162 m², obestavěný prostor má objem 2050 m³. Základem stavby je ocelová mostní konstrukce položená na dvou podpěrách ukotvených na pilotovaných základech v dvorním traktu budovy. Samotné těleso vzducholodi propojuje dvě střešní terasy, které mají různou výšku. Vznikl tak vnitřní prostor hlediště, který je mírně skloněn ke špici vzducholodi a je rozdělen na vodorovné dřevěné terasy. Na podélnou osu je upevněno celkem 14 příhradových obručí z modřínového dřeva, které jsou vzájemně propojeny podélnou nosnou dřevěnou konstrukcí. Ta je ve špici sepnuta a ukotvena ocelovými lany k centrálnímu ocelovému svorníku. Vnější opláštění tvoří podélné lamely z lepeného modřínového dřeva, které jsou chráněny proti povětrnostním vlivům průhledným plastovým krytem. Přístup do vzducholodi zajišťují ocelová schodiště z obou střešních teras. Do gondoly je vstup žebříkem z vnitřku vzducholodi. Stavba má sloužit celoročně a je proto vybavena vnitřním systémem vyhřívání pomocí infrazářičů.